# 斯卡拉布海崖
斯卡拉布海崖（英語：Scarab Bluff）是南極洲的海崖，位於亞歷山大一世島東岸，處於吉薩峰之北，在1933年由英國南極名稱諮詢委員會命名，現時由南極條約體系管理。